# Fosciandora
Fosciandora è un comune italiano di 554 abitanti della Garfagnana, compreso nella provincia di Lucca, in Toscana.

## Geografia fisica
- Classificazione sismica: zona 2 (sismicità medio-alta), Ordinanza PCM 3274 del 20/03/2003
- Classificazione climatica: zona E, 2449 GR/G
- Diffusività atmosferica: bassa, Ibimet CNR 2002

## Storia
Il territorio di Fosciandora venne annesso dalla Repubblica di Lucca nel XIII secolo. Dopo la penetrazione degli estensi in Garfagnana, avvenuta a partire dal 1429, questo venne diviso tra i due stati. Le cosiddette "tre terre", ovvero i centri di Treppignana, Riana e Lupinaia, rimasero sotto la giurisdizione lucchese, incluse nella vicaria di Gallicano, mentre il resto dell'attuale comune, che allora aveva come capoluogo il paese di Ceserana, nel 1430 si sottomise alla Repubblica Fiorentina quindi, nel 1451, a Borso d'Este, diventando parte del Ducato di Ferrara. A fine '700 la Garfagnana passò sotto il governo della Repubblica Cispadana che nel 1799 istituì la Terra di Fosciandora come Comune autonomo; i successivi Stati napoleonici unirono o scorporano altre frazioni.
Nel 1847, con l'entrata in vigore del trattato di Firenze il territorio fosciandorino, nella sua estensione attuale, venne incluso all'interno dei confini del ducato di Modena e Reggio, di cui seguì le sorti fino al 1859, con l'avvento dell'Unità d'Italia.
Nel 1923 l'intero circondario di Castelnuovo di Garfagnana (incluso il comune di Fosciandora) passò dalla provincia di Massa-Carrara a quella di Lucca.

### Simboli
Nello stemma è raffigurato un fiore che viene di solito interpretato come un giglio, nascente dalla cima di un monte con la cima innevata a rappresentare l'orografia del comune.
Il gonfalone è un drappo di bianco.

## Monumenti e luoghi d'interesse

### Architetture religiose
- Chiesa di San Michele arcangelo a Migliano, di aspetto settecentesco, che conserva alcuni arredi lignei secenteschi attribuibili alla bottega del magister lignarius Gherardo Gherardi (o Gherardini) di Fanano: un elaborato paliotto intagliato e dorato, scandito da tre nicchie ora mancanti di due statuette, gli stalli con schienali dipinti e i due confessionali, di cui uno datato 1715[10].
- Chiesa di San Sebastiano a Fosciandora
- Chiesa di Sant'Andrea apostolo a Ceserana, che custodisce una statua lignea di San Giacomo, probabilmente della fine del Trecento, opera di un intagliatore anonimo vicino alle opere di Piero d'Angelo, padre di Jacopo della Quercia[11].
- Chiesa di San Pietro apostolo a Lupinaia
- Chiesa di Santa Maria Assunta a La Villa
- Oratorio di Maria Santissima Addolorata a Lupinaia
- Chiesa di San Silvestro papa a Riana
- Chiesa di San Martino vescovo a Treppignana
- Santuario di Maria Santissima della Stella a Migliano

### Architetture civili
- Il mulino in località Mulino del cavallo-Casonza

## Società

### Evoluzione demografica
Abitanti censiti

### Etnie e minoranze straniere
Secondo i dati ISTAT al 31 dicembre 2018 la popolazione straniera residente era di 55 persone (9,34%).
Le nazionalità maggiormente rappresentate in base alla loro percentuale sul totale della popolazione residente erano:
- Regno Unito 34 5,77%
- Romania 8 1,36%

## Infrastrutture e trasporti
Le strade che servono Fosciandora sono collegate alla strada regionale 445 della Garfagnana, che segue il confine sud-est del comune, tramite due ponti in successione: uno che attraversa il torrente Ceserano, più antico, ricostruito verso il 1860 e quindi nel 1947, l'altro, detto Ponte di Ceserana, costruito nel 1850 sul fiume Serchio (fino ad allora attraversabile solo mediante barche, stagione permettendo), fatto saltare dai tedeschi durante la ritirata dalla Linea Gotica nel 1944 e ricostruito nel 1946.
Il trasporto pubblico locale, che collega le frazioni del comune a Castelnuovo Garfagnana, è affidato in concessione ad Autolinee Toscane. 
È inoltre presente una fermata ferroviaria, servita dalle corse di Trenitalia che percorrono la ferrovia Lucca-Aulla nell'ambito del contratto di servizio con la Regione Toscana.

## Amministrazione
Di seguito è presentata una tabella relativa alle amministrazioni che si sono succedute in questo comune.
| Periodo        | Periodo        | Primo cittadino    | Partito                            | Carica  | Note   |
| -------------- | -------------- | ------------------ | ---------------------------------- | ------- | ------ |
| 4 luglio 1985  | 28 maggio 1990 | Tiberio Torriani   | lista civica                       | Sindaco | [ 15 ] |
| 26 giugno 1990 | 24 aprile 1995 | Licio Lunardi      | Democrazia Cristiana               | Sindaco | [ 15 ] |
| 24 aprile 1995 | 14 giugno 1999 | Licio Lunardi      | Partito Popolare Italiano          | Sindaco | [ 15 ] |
| 14 giugno 1999 | 14 giugno 2004 | Pierluigi Torriani | centro-sinistra                    | Sindaco | [ 15 ] |
| 14 giugno 2004 | 8 giugno 2009  | Pierluigi Torriani | lista civica                       | Sindaco | [ 15 ] |
| 8 giugno 2009  | 26 maggio 2014 | Moreno Lunardi     | centro-sinistra                    | Sindaco | [ 15 ] |
| 26 maggio 2014 | 27 maggio 2019 | Moreno Lunardi     | lista civica Uniti per Fosciandora | Sindaco | [ 15 ] |
| 27 maggio 2019 | in carica      | Moreno Lunardi     | lista civica Uniti per Fosciandora | Sindaco | [ 15 ] |